# Thorvald Erichsen
Thorvald Erichsen (født 18. juli 1868 i Trondheim ; død 23. december 1939 i Oslo) var en norsk maler.
Erichsen var blandt de første nordmænd på Zahrtmanns malerskole, og han blev under sit ophold i Danmark venner med blandt andet kunsthistorikeren Carl V. Petersen og maleren Ludvig Find.
Efter endt skolegang i Trondheim flyttede Erichsen til Kristiania (Oslo). Han begyndte på jurastudiet, men skiftede til Tegneskolen og Knud Bergsliens malerskole.
| - Thorvald Erichsen - Portræt af Erichsen 1897 af Ludvig Find - Portræt af Erichsen fra 1898 af Oluf Wold-Torne - Selvportræt, 1901 - Foto af Erichsen Ca. 1935 |

Tiden på Zahrtmanns Skole i København var en periode med 'en mørkstemt koloritt' : "... Erichsens maleri fra midten av 1890-årene er preget av en elegant, markert linjeføring og en mørkstemt koloritt fordelt i store flater. ...".
Gennem sine ophold i Danmark knyttede han bånd til det danske symbolistmiljø.
| - Tidlige billeder med 'mørkstemt kolorit' - Alléen ved Klones, Vågå, Gudbrandsdalen, antagelig 1894 - Malerne Oluf Wold-Torne og Alfred Hauge, 1894 - Kunstneren Ragnhild (Lalla) Hvalstad, 1897 - Landskab med gammel gård, 1897 - Interiør fra København, 1900 |

Erichsen foretog også rejser i Europa, blandt andet til Paris og Italien, ofte med vinterophold i Frankrig eller Italien og sommeren i Norge med fjeldture der gav anledning til at male norske landskaber.
| - Fra Kviteseid i Telemark, 1900. (Nasjonalmuseet) - Aften. Kviteseid, 1900. (Trondheim kunstmuseum) - Skogsinteriør, 1900 (Nasjonalmuseet) |
| Disse billeder fra 1900 varslede en ny tid for norsk maleri. I modsætning til mange detaljer i norsk naturalisme i 1800-tallet, er der her tale om en abstrahering fra detaljer. Billederne '... fikk stor oppmerksomhet i de kunstneriske kretser' |

Perioden fra 1907 til Erichsens død i 1939 var præget af malerier fra intimsfæren og variationer over et landskabsudsnit, blandt andet udsigten fra et hotelværelse på Breiseth Hotel i Lillehammer som han malede mange gange.
| - Udvalg af øvrige værker af Thorvald Erichsen efter år - Skogsinteriør, 1900 (Nasjonalmuseet) - En ung piges værelse, 1900 - Interiør med maleren Oluf Wold-Torne, 1901 - Vinter, 1901 (Nasjonalmuseet) - Naken mann og to kvinner, 1903 - Gul gutt, 1903 - Sommerkjoler, Seljord, 1905 - Interiør, 1905 - Landskab, 1906 - Fra Porsgrunn, 1907 - Vinter, 1908 - Vintersol, udsigt fra Breiseth hotel, Lillehammer, 1909 - Gudrun i hængekøjen, 1916 (Nasjonalmuseet) - Vinduet, 1918 - Blæst, 1920 - Fra Lillehammer kirken og banken 1933 - Interiør med siddende kvinde, 1931 - Sommer i Holmsbu, 1937 |